# Lewis Fry Richardson
Lewis Fry Richardson (Newcastle upon Tyne, 11. listopada 1881. – Kilmun, 30. rujna 1953.), engleski matematičar, meteorolog i fiziolog. Jedan od izumitelja numeričke metode prognoze vremena, koji je 1920-ih postavio temelje modernoga prognoziranja vremena rješavanjem jednadžbi koje određuju stanje Zemljine atmosfere na širem području. Njegove metode tada nisu donijele rezultata jer su mu nedostajali moćni računski elektronički strojevi, koji su ostvareni tek u drugoj polovici 20. stoljeća. Richardson je poznat i po proučavanju turbulencije u atmosferi, pa je takozvani Richardsonov broj parametar za ocjenu stabilnosti zračne struje. Bavio se i proučavanjem matematičke teorije uzroka ratova, a i duljine obala i granica država.

## Numeričke metode prognoze vremena
Jedan od osnivača moderne meteorologije, Norvežanin Jacob Bjerknes, postavio je početkom 20. stoljeća matematičke osnove za izradu objektivnog predviđanja budućeg stanja atmosfere na osnovi sadašnjeg stanja. Matematički model takve numeričke metode, zasnovane na zakonima mehanike fluida i termodinamike, razradio je već engleski meteorolog L. F. Richardson, ali je u to doba takav model bio praktički neupotrebljiv, jer se nije raspolagalo s dovoljno polaznih podataka o stanju atmosfere (meteoroloških postaja je u to vrijeme bilo relativno malo, a aerološke stanice nisu ni postojale), a nisu postojali ni računski strojevi sposobni da u dovoljno kratkom roku riješe ogroman broj jednadžbi. Tek kad se nakon Drugog svjetskog rata naglo povećala i proširila mreža meteoroloških i aeroloških stanica, uz istodobno brzi razvoj tehnike meteoroloških i aeroloških mjerenja i tehnike informacija, te kad su se u meteorološkim centrima počela upotrebljavati elektronička računala velikog učina (kapaciteta) i velike brzine, stvoreni su uvjeti za praktičnu primjenu numeričkih metoda predviđanja vremena. Od tada predviđanje stanja atmosfere koristi numeričku analizu i proračunavanje na osnovi jednadžbi gibanja atmosfere (hidrodinamička metoda), ili statističkom obradom podataka o ponašanju vremena (statistička metoda).

### Hidrodinamička metoda
Hidrodinamička metoda prognoze vremena određuje buduće vremenske prilike numeričkim rješavanjem jednadžbi postavljenih na osnovi mehanike fluida i termodinamike, koje određuju gibanja i promjene stanja atmosfere. Podaci o početnom stanju atmosfere dobivaju se mjerenjima tog stanja u čvornim točkama pravokutne mreže mjernih stanica određene na standardnim izobarnim plohama. Ta mreža pokriva neko veliko područje, obično jedan kontinent ili čitav svijet. Razmak između dva susjedna čvora iznosi od 300 do 500 kilometara. Kao polazni podaci proračuna služe određene vrijednosti meteoroloških promjenjivih (varijabli) i njihove derivacije po vremenu (brzine gibanja zraka, brzine promjene tlaka i temperature i tako dalje) i po prostornim koordinatama (gradijenti brzine gibanja zraka, gradijenti tlaka i temperature i tako dalje). U proračunu se uzimaju za sada u obzir djelomice i poremećajni čimbenici, kao što su izvori topline na tlu Zemlje (unutrašnja topla mora, velika topla jezera), utjecaji reljefa tla i nejednake raspodjele kopna i vode i tako dalje. 
Zakoni se gibanja atmosfere mogu izraziti skupom parcijalnih diferencijalnih jednadžbi koje povezuju trenutnu brzinu promjene meteoroloških varijabli s njihovom trenutnom raspodjelom u prostoru. Integracijom slijeda infinitezimalnih promjena meteoroloških promjenjivih u toku vremena, od kojih je svaka varijabla određena raspodjelom koju je imala u prethodnom trenutku, mogla bi se dobiti prognoza promatrane meteorološke pojave za budući, ograničeno vremensko razdoblje. Međutim, zbog nelinearnosti jednadžbi te složenosti i raznolikosti podataka, takva je integracija u praksi nemoguća, nego se postupkom približenja (aproksimacije) konačnih razlika računaju uzastopne promjene meteoroloških promjenjivih vrijednosti u malom, konačnom vremenskom razdoblju na čvorovima mreže. Dakle, složeni sustav diferencijalnih jednadžbi rješava se korak po korak, pa polazeći od početnog stanja atmosfere u trenutku t0, proračunavaju se uzastopna buduća stanja u trenucima t1, t2, t3 … tn. Kao rubni uvjeti uzimaju se donekle stanje atmosfere na rubovima područja za koje se određuje prognoza, procesi uzajamnog djelovanja između atmosfere u donjem sloju troposfere i Zemljinog tla, zatim utjecaji viših slojeva atmosfere. 
Za takav numerički proračun treba u prilično kratkom roku obaviti mnogo matematičkih operacija, što još uvijek prelazi mogućnosti čak i današnjih najsnažnijih elektroničkih računala. Zato se diferencijalne jednadžbe stanja atmosfere nastoje pojednostaviti, zanemarujući ona atmosferska gibanja koja imaju malu meteorološku važnost, kao što su akustički i gravitacijski valovi. Zbog tih pojednostavljenja pretpostavlja se da su atmosferska gibanja velikih razmjera kvazistatična, kvazigeostrofična i da su vodoravno kvazinedivergentna. 
Zbog nedovoljno guste svjetske mreže mjernih meteoroloških stanica, a i nedovoljne točnosti mjerenja i stoga nedovoljno određenog stanja atmosfere na rubovima područja za koje se određuje prognoza, hidrodinamičnom se metodom najuspješnije dobivaju kratkoročne prognoze do 2 - 3 dana unaprijed, i to za relativno velika područja linearnih dimenzija većih od 2 000 kilometara, dok se za duže vremensko razdoblje i za manje zemljopisno područje ta metoda uvijek nije dovoljno pouzdana.

### Statističke metode
Statističke metode prognoze vremena zasnivaju se na statističkoj obradi podataka o ranijem ponašanju vremena. Takve prognoze mogu biti ili čisto statističke ili analogne, dajući ili očekivanu vrijednost neke određene meteorološke pojave (na primjer iznos brzine vjetra) ili vjerojatnost neke vremenske pojave (na primjer magle).